# 贾奥奇
贾奥奇（1992年3月26日—）是一名中華人民共和国踢拳选手。截至2020年9月，根據Combat Press的統計，他是排名第十的羽量级选手。自2019年9月以来，他一直位居羽量级十强。